# Emilia Navas Aparicio
Emilia María Navas Aparicio (San José, 16 de diciembre de 1964) es una abogada y notaria pública que fungió como la fiscal general de la República de Costa Rica tras la renuncia al cargo de su antecesor, Jorge Chavarría Guzmán.
Navas fue la primera mujer en ocupar el máximo puesto del Ministerio Público de Costa Rica de forma propietaria (Carmen Aguilar ya había ocupado el puesto de modo interino) y ganó reconocimiento a nivel nacional tras asumir esa institución en medio del escándalo de corrupción y de credibilidad que afectó al Poder Judicial a raíz del escándalo nacional sobre el llamado cementazo.
Tras asumir el puesto, primero como segunda al mando, luego como interina y posteriormente titular, ordenó la reapertura de causas judiciales sonadas en Costa Rica, como la seguida contra el expresidente de Perú, Alejandro Toledo por el caso Odebrecht, la seguida contra el dos veces Presidente y Premio Nobel de la Paz, Óscar Arias Sánchez por el caso de la mina Crucitas.
También ordenó allanar las viviendas y oficinas del Congreso de los diputados Otto Guevara Guth (Movimiento Libertario) y Víctor Morales Zapata para obtener pruebas sobre el cementazo, así como la oficina del entonces viceministro de Hacienda, Fernando Rodríguez y la vivienda del exdiputado Víctor Hugo Víquez por ser actores de relevancia en el caso.
En junio de 2021, Navas se acogió a su pensión después de inhibirse como fiscal de varios supuestos casos de corrupción (entre ellos el caso Cochinilla), esto por conflicto de intereses, siendo su esposo abogado de dichos sonados casos, todo esto, en medio de cuestionamientos y críticas de la opinión pública.

## Biografía
Nació en San José, el 16 de diciembre de 1964.
Contrajo matrimonio con Francisco José Campos Aguilar el 21 de diciembre de 1984, dio a luz a su hijo Alberto Campos Navas el 13 de marzo de 1994 y se divorció el 13 de septiembre del 2010.
Navas obtuvo su licenciatura en Derecho en la Universidad de Costa Rica en el año de 1988 y una maestría en Administración de Justicia en la Universidad Nacional en el año 2013.

## Experiencia laboral
Se desempeñó como docente en la Universidad Nacional del curso de Aprovechamiento de Facilitadores Judiciales, auspiciado por la Comisión Nacional de Mejoramiento de la Administración de Justicia de la Corte Suprema de Justicia y la Organización de Estados Americanos.
En el año 2008 recibió una mención de honor en el Programa de Alto Nivel de Gerencia para fiscales del Ministerio Público de Costa Rica y la Universidad Fundepos Alma Mater. Un año después obtuvo un reconocimiento de la Escuela Judicial por aportar en la formulación del diagnóstico de necesidades de capacitación en materia penal, y en diciembre del 2013 recibió un reconocimiento por el apoyo a los programas de reclutamiento, selección y capacitación de fiscales.
En febrero del 2014 representó a la Fiscalía General de Costa Rica en la Reunión de Ministros de Justicia y Procuradores de América Latina y en abril de ese año en el Taller sobre Ciberdelincuencia, en la Secretaría General del Ministerio de Relaciones Exteriores de México.
En noviembre de 1991 publicó “Medicina Legal y el Derecho Costarricense” en la Revista Medicina Legal de Costa Rica y entre octubre de 1988 y marzo de 1994 ocupó los cargos de alcaldesa judicial de Alfaro Ruiz (hoy Zarcero), Jueza Mixta de Puriscal, Jueza Laboral de Alajuela, Agente Fiscal de San José, Alajuela y San Ramón.
Entre abril de 1994 y octubre de 1996 se desempeñó como agente fiscal de San Joaquín de Flores, y entre esa última fecha y noviembre del 2003, fue coordinadora de ese despacho.
Entre enero del 2001 y diciembre del 2002 ocupó el cargo de Fiscal Coordinadora de Homicidios en Heredia y de diciembre del 2003 a julio del 2004 se convirtió en la Fiscal Adjunta de la Fiscalía de Heredia.
En agosto del 2004 y hasta abril del 2010 fungió como Fiscal Adjunta de Heredia; entre mayo y julio del 2010 como Fiscal Adjunta de Alajuela; y de agosto a octubre de ese mismo año como Fiscal Adjunta de la Fiscalía de Delitos Económicos, Corrupción y Tributarios.
Entre noviembre del 2010 y marzo del 2012 fue Fiscal Adjunta del II Circuito Judicial de San José y de abril del 2012 a junio del 2013 regresó a la Fiscalía de Heredia, como Fiscal Adjunta.   
Desde julio del 2013 y hasta el 13 de octubre del 2017 se desempeñó como Fiscal Adjunta de la Unidad de Fraudes de la Fiscalía contra la Delincuencia Organizada, en San José.
El 13 de octubre fue nombrada por la Corte Plena como fiscal subrogante, cuya función es sustituir a la jefatura del Ministerio Público ante sus ausencias temporales o inhibitorias, durante un año, y como fiscal general interina por un período de tres meses.

## Labor como fiscal general de la República

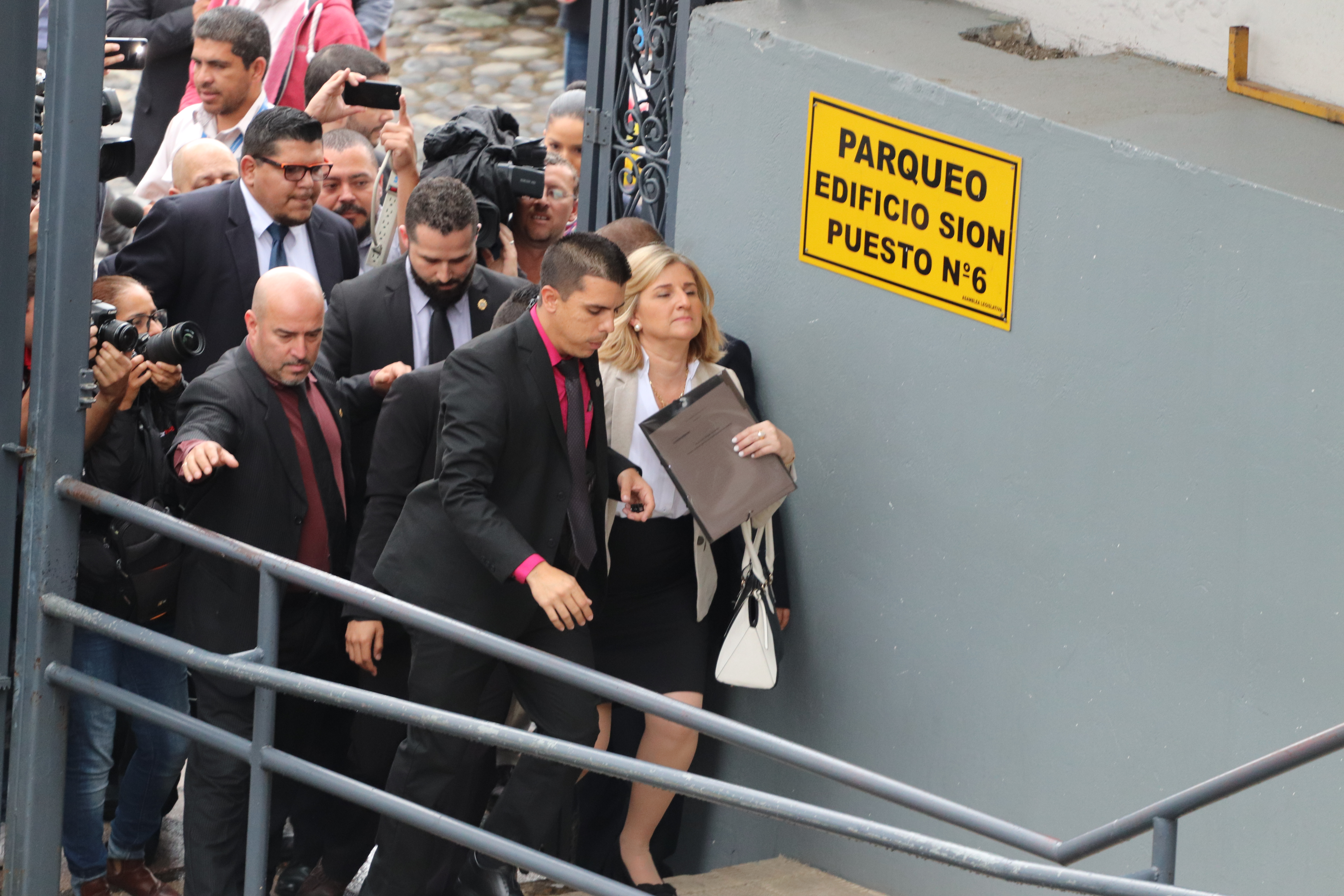
Emilia Navas ingresando a la Asamblea Legislativa para hacer un allanamiento por el caso del cementazo.

Luego de que la Corte Plena acordara suspender del cargo al entonces fiscal general de la República, Jorge Chavarría Guzmán, Emilia Navas fue designada como fiscal general subrogante (segunda al mando) por un periodo de tres meses.
El 4 de diciembre del 2017, la Corte Plena la nombró como fiscal general interina por tiempo indefinido y el 12 de marzo de 2018 fue nombrada, por unanimidad, como fiscal general de la República por un periodo de cuatro años.
Durante su labor, Navas reactivó las pesquisas por el caso del cementazo, la investigación contra figuras del Partido Liberación Nacional por estafa al Estado, la causa contra el expresidente de Perú, Alejandro Toledo y otro proceso contra el expresidente de la República y Premio Nobel de la Paz, Óscar Arias Sánchez por su papel en el otorgamiento ilícito de permisos para la operación de una mina de oro a cielo abierto en la frontera con Nicaragua.
Además, ordenó abrir dos causas judiciales en contra del alcalde de San José, Johnny Araya Monge; el magistrado suspendido de la Sala Tercera, Celso Gamboa y la exfiscal general subrogante, Berenice Smith; por supuesto tráfico de influencias, luego de que el periódico La Nación revelara que Gamboa intervino para que la Fiscalía Anticorrupción –liderada en esa ocasión por Smith– eliminara el nombre de Araya de un expediente judicial, en el que se seguía una causa en su contra por el supuesto delito de influencia contra la Hacienda Pública, de modo que pudiera aparecer sin procesos abiertos durante las elecciones municipales del 2016. Así, Navas acusó penalmente a Gamboa de tráfico de influencias en perjuicio de los deberes de la función pública y logró que el caso avanzara hasta la Asamblea Legislativa, donde le fue removida la inmunidad al alto juez para afrontar la causa en su contra. También acusó penalmente a Gamboa de abuso de autoridad, tráfico de influencias, incumplimiento de deberes y cohecho por su papel en el caso del cementazo. En marzo de 2021 un Tribunal absolvió a Johnny Araya, Celso Gamboa y Berenice Smith por el supuesto delito de tráfico de influencias.